# アンドレア・デッラ・ロッビア

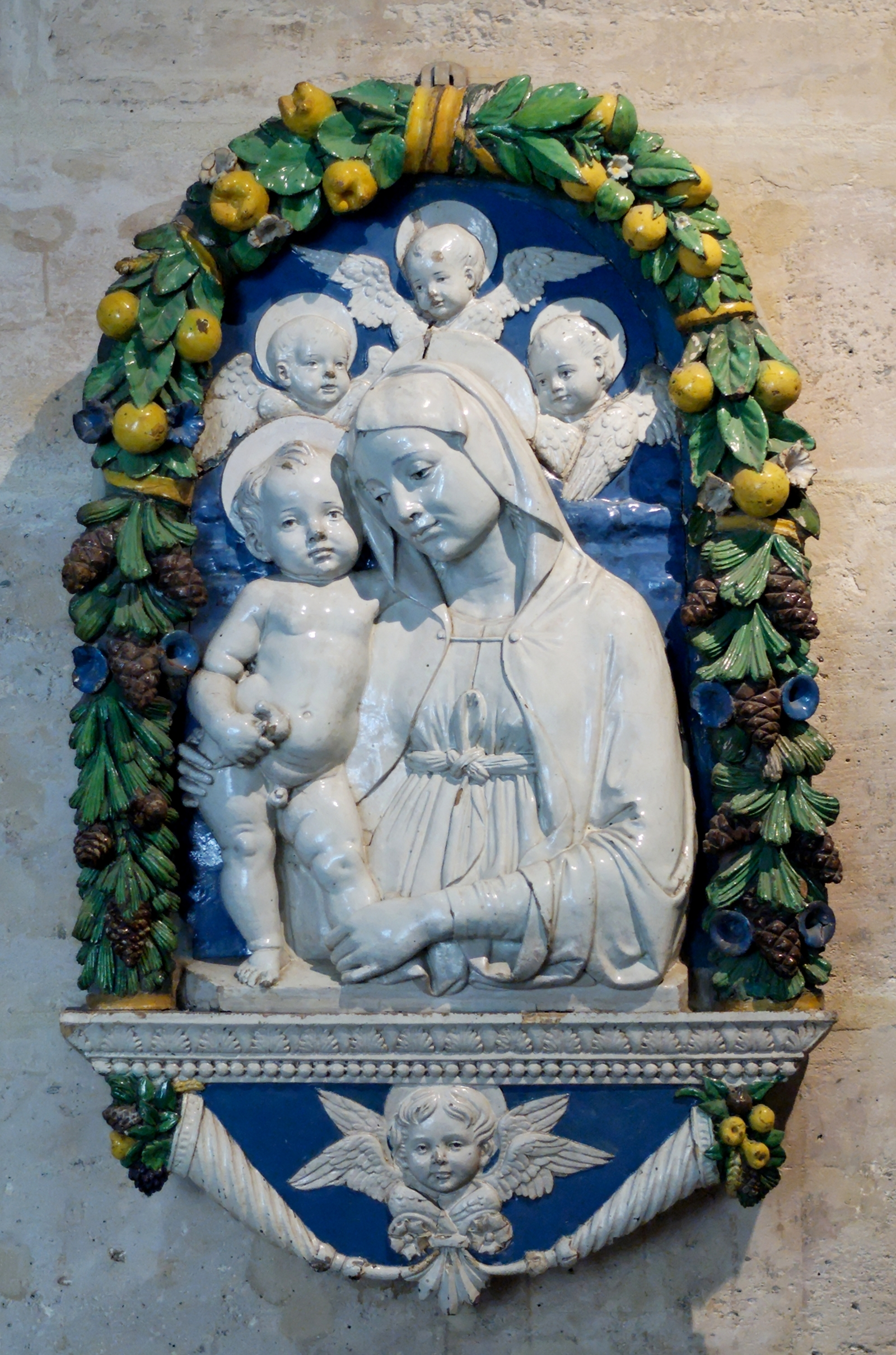
アンドレア・デッラ・ロッビア『智天使と聖母子』
カンパーナ・コレクション

アンドレア・デッラ・ロッビア（Andrea della Robbia, 1435年10月24日 - 1525年8月4日）は、ルネサンス期イタリアの（とくにセラミックスの）彫刻家。ルカ・デッラ・ロッビアの弟マルコの子供（つまりルカの甥）である。
アンドレアはフィレンツェの生まれ。当時の釉薬を使う美術家の中でも最も有名な人物である。アンドレアの工房は、死後、息子のジョヴァンニ・デッラ・ロッビア（Giovanni della Robbia, 1469年 - 1529年）に引き継がれた。
アンドレアの作品には、以下のようなものがある。
- フィレンツェ、捨て子養育院のための幼児のメダリオンならびに屋内エントランスの上にある『受胎告知』
- フィレンツェ、ロッジャ・ディ・サン・パオロにある『聖フランチェスコと聖ドミニコの会談』
- バルジェッロの『馬槽の中の神の子を崇める聖母』
- ヴィテルボにある『マドンナ・デッラ・クエルチャ』
- アレッツォのサンタ・マリア・デレ・グラチエ教会の大理石の大祭壇
- 昔のピストイア大聖堂の丸天井とポーチの装飾
- サンタ・フィオーラのサンタ・フィオーレ・エ・ルチッラ教会の装飾